# Collan
Collan ist eine französische Gemeinde mit 156 Einwohnern (Stand 1. Januar 2022) im Département Yonne in der Region Bourgogne-Franche-Comté (vor 2016 Bourgogne). Die Gemeinde gehört zum Arrondissement Avallon und zum Kanton Tonnerrois (bis 2015 Tonnerre).

## Geografie
Collan liegt etwa 30 Kilometer ostnordöstlich von Auxerre. Umgeben wird Collan von den Nachbargemeinden Dyé im Norden und Nordwesten, Vézannes im Norden, Tissey im Norden und Nordosten, Serrigny im Osten, Fleys im Süden, Chablis im Westen und Südwesten sowie Maligny im Westen und Nordwesten.
Die Gemeinde liegt im Weinbaugebiet Bourgogne.

## Bevölkerungsentwicklung
| Jahr                      | 1962 | 1968 | 1975 | 1982 | 1990 | 1999 | 2006 | 2013 |
| ------------------------- | ---- | ---- | ---- | ---- | ---- | ---- | ---- | ---- |
| Einwohner                 | 195  | 170  | 167  | 151  | 189  | 202  | 188  | 178  |
| Quelle: Cassini und INSEE |      |      |      |      |      |      |      |      |

## Sehenswürdigkeiten

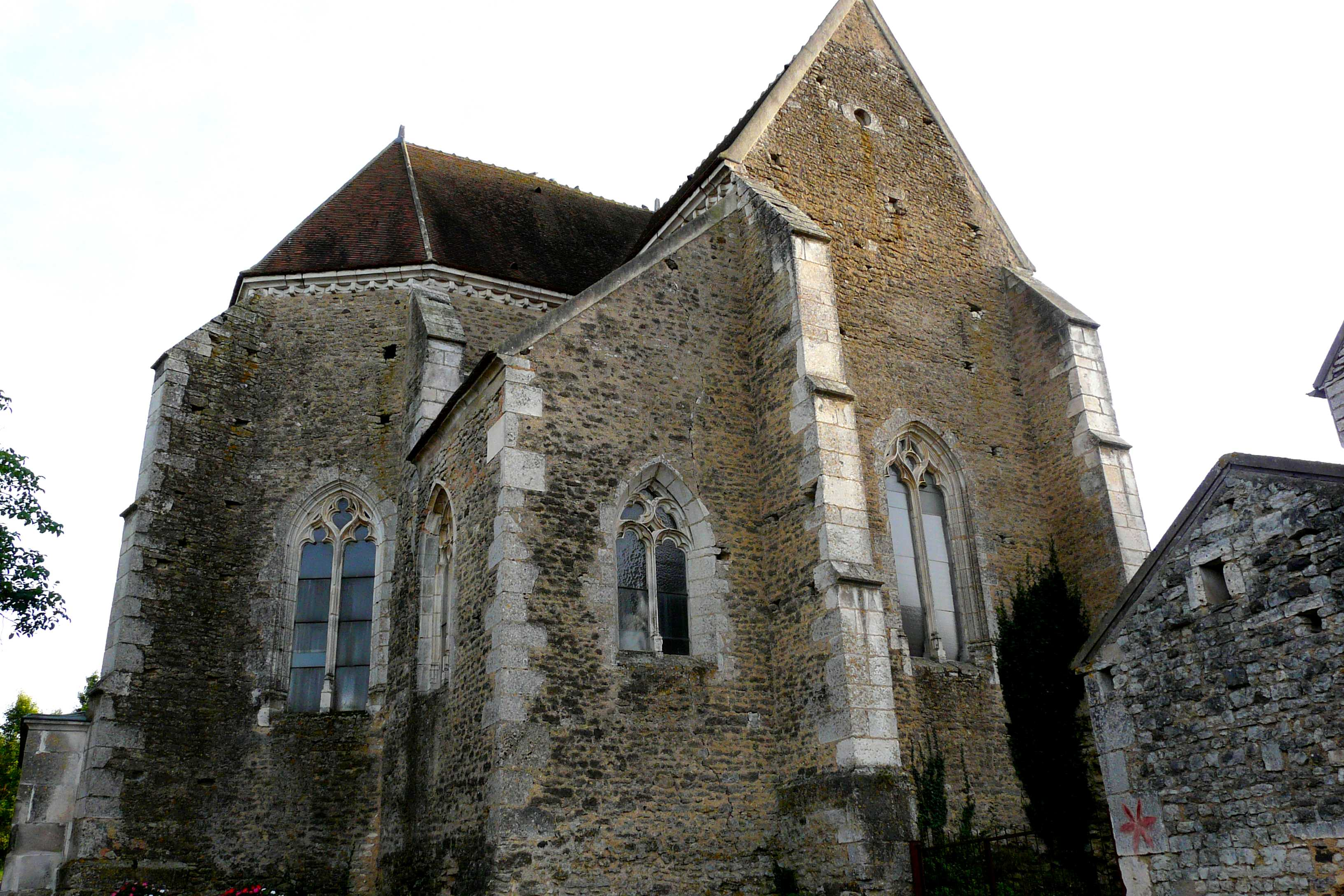
Kirche Saint-Maurice

- Kirche Saint-Maurice aus dem 15. Jahrhundert, Monument historique seit 1913